# ピラセタム
ピラセタム（Piracetam）は脳機能調整薬で、認知機能を強化し脳の老化を防ぐといわれている。ピラセタムの化学名は2-オキソ-ピロリドンあるいは2-オキソ-1-ピロリドンアセトアミドである。ピラセタムはGABAの環状誘導体で、数あるラセタム類の一つである。ピログルタミン酸と同じく2-ピロリドン構造を持つ。ヨーロッパでは種々の症状に対して処方される。商標名Nootropil、Myocalm。

## 効果
ピラセタムに関する論文についてのいくつかのメタレビューでピラセタムは、失読症児童の、認知に関する作業課題の成績を向上させることを示唆している。これは大脳左右半球の情報の伝わり方が改善され認知機能全般が向上したことを表すもので、失読症を引き起こした特定の原因が改善されたというわけではない。ピラセタムは低酸素症や大量の飲酒など、様々な原因による脳の損傷を防ぐようである。 
ピラセタムは大規模な数の臨床実験で使われており、脳梗塞後の失語症や、てんかん、脳・心臓の術後に伴う認知機能の減退、痴呆、ミオクローヌスによい結果をもたらした。研究者の中には、ピラセタムがどう作用しているかを理解することは、大脳の左右半球の情報伝達の役割の解明につながると考えているものもいる。 

## 作用機序
ピラセタムの作用機序はわかっていない。 脳の一部において血流量と酸素消費を増大させることは知られている。
ピラセタムは脳梁を介した大脳の左右半球の情報の移動を促進し、記憶の処理に関係があるとされるムスカリン性アセチルコリン受容体における、神経伝達物質アセチルコリンの機能を向上させている可能性がある。 さらに、ピラセタムは記憶と学習に関係するNMDAグルタミン酸受容体に対する効果も持っているという。ピラセタムは細胞の膜流動性を向上させると考えられている。
最後に、ピラセタムはイオンチャンネル(Ca2+, K+)の調節による脳の神経伝達に広範囲に影響を及ぼしている可能性がある。

## 歴史
ピラセタムは1964年にベルギーの製薬会社UCBのCorneliu E. Giurgea博士によって初めて合成された。この薬は最初のいわゆるヌートロピクス(スマートドラッグあるいは認知改善薬)と呼ばれる。つまりその称するところによれば、精神機能をいっそう強化する物質という意味である。ヌートロピクという言葉はGiurgea博士によって初めて作られた。ヌートロピルは1970年初頭にUCBが臨床分野に参入して以来、ヨーロッパにおける重要な製品となっている。

## 認可と使用法
ピラセタムはおもにヨーロッパで使われている。ほかの処方箋薬と同じく、ピラセタムを処方箋なしで個人的な用途でイギリスに輸入することは法律で認められている。2006年6月現在、ピラセタムは米国では規制されていない(規制薬物でも処方箋薬でもなく、栄養補助食品として売られている)。学生の間では知的能力を高める薬として有名であり、学生はしばしばバルクで粉を購入し、味をごまかすためオレンジジュースと一緒に飲む。ピラセタムに関するよい事例データはあるが、健常者に対する認知機能改善に関しては検証されていない。小児期自閉症のために投与する親もいるが、そのような効果を裏付ける結果は出ていない。
ピラセタムは血液凝固、レイノー現象などの血管痙攣性疾患、深部静脈血栓症に対する長期的治療に有効である。ピラセタムはきわめて安全な抗血栓薬で、血液細胞の変形能を増大させたり、血小板凝集を阻害させる新しい種類の機序で作用する。
従来の抗血栓薬はピラセタムとは別の作用機序で凝固因子を阻害するため、ピラセタムとともに投与すると、従来のワルファリンによる抗凝固療法を安全に効果的によく補完できる。この種の使用でもっとも効果的な投与量の幅は4.8-9.6g/日を三回にわけて8時間で投与である。ピラセタムは現在、深部静脈血栓症の再発防止のための効果的な長期療法として、ワルファリンに代わるものとして調査されている。

## 用量
ピラセタムはふつう800mgのタブレットまたはカプセルになっている。推奨される投与量は指示によってことなるが、たいてい1.6-9.6g/日(2-12個/日)の範囲である。使用者によると、1-2個を一時間ごとに4-6時間投与するか、最初の数日で4-8個を一度に投与すると効果を速く感じるという。
血液凝固、レイノー現象などの血管痙攣性疾患、深部静脈血栓症には、もっとも効果的な投与の範囲は4.8-9.6g/日で、一日三回に分けて8時間の間隔を開けて投与である。
ヒトの経口投与による半数致死量（LD50)は知られていない。

## 禁忌
ピラセタムは重篤な腎臓機能障害(腎臓のクレアチニン・クリアランスが20ml/分未満)、肝臓機能障害、16歳未満の者には禁忌である。脳出血患者とピラセタムあるいはほかのピロリドン誘導体に過敏症の既往のある者にも禁忌である。

## 使用に当たっての重要な警告および予防策
血小板凝固阻害作用のため、止血剤を使用している患者や大きな手術をする患者、重篤な脳出血を起こした患者には注意が喚起される。
ミオクローヌス(間代性筋痙攣)の患者は、突然使用を中止するとミオクローヌスまたは全身発作を引き起こす可能性があるので避ける。
ピラセタムはほぼ完全に腎臓で排泄されるため、腎臓機能障害のある患者への投与は注意すべきである。腎臓機能障害のある患者と高齢の患者については、半減期の増大はクレアチン・クリアランスによって測られる腎臓の機能と関係している。腎臓機能障害のある患者と高齢の患者については減退した腎臓に合わせた投与量の調整が必要である。

## 副作用
白内障の原因となることがある（1.7%）。また5%以上の患者に白血球減少、眠気、下痢・軟便、肝機能異常が発生する。

## 参考
- “SID 7848976 -- PubChem Substance Summary”. The PubChem Project.   National Center for Biotechnology Information. 2005年12月7日閲覧。
- UCB Pharma Limited (2005年). “Nootropil 800mg & 1200mg Tablets and Solution”. electronic Medicines Compendium.   Datapharm Communications. 2005年12月8日閲覧。

1. ↑  "Can nootropic drugs be effective against the impact of ethanol teratogenicity on cognitive performance?" Eur Neuropsychopharmacol. 2001 Feb;11(1):33-40.
2. ↑  "Piracetam and vinpocetine exert cytoprotective activity and prevent apoptosis of astrocytes in vitro in hypoxia and reoxygenation." Neurotoxicology. 2002 May;23(1):19-31.
3. ↑  "Clinical efficacy of piracetam in cognitive impairment: a meta-analysis."Dement Geriatr Cogn Disord. 2002;13(4):217-24.
4. ↑  "Long-term efficacy and safety of piracetam in the treatment of progressive myoclonus epilepsy."Arch Neurol. 2001 May;58(5):781-6.
5. ↑  Effectiveness of piracetam in cortical myoclonus." Mov Disord. 1993;8(1):63-8.
6. 1 2  "Piracetam and other structurally related nootropics."  Brain Res Brain Res Rev. 1994 May;19(2):180-222.
7. ↑  "Cerebral blood flow effects of piracetam, pentifylline, and nicotinic acid in the baboon model compared with the known effect of acetazolamide." Arzneimittelforschung. 1996 Sep;46(9):844-7.
8. 1 2 3 4 5  "Piracetam--an old drug with novel properties?" Acta Pol Pharm. 2005 Sep-Oct;62(5):405-9.
9. ↑  "Piracetam: novelty in a unique mode of action." Pharmacopsychiatry. 1999 Mar;32 Suppl 1:2-9.
10. ↑  "Piracetam and other structurally related nootropics."  Brain Res Brain Res Rev. 1994 May;19(2):180-222.
11. 1 2  "Treatment of the Raynaud's phenomenon with piracetam." Arzneimittelforschung. 1993 May;43(5):526-35.
12. 1 2 3 4  "Platelet anti-aggregant and rheological properties of piracetam. A pharmacodynamic study in normal subjects." Arzneimittelforschung. 1993 Feb;43(2):110-8.
13. ↑  "The treatment of severe or recurrent deep venous thrombosis. Beneficial effect of the co-administration of antiplatelet agents with or without rheological effects, and anticoagulants." Thromb Res. 1995 Jun 15;78(6):469-82.
14. ↑  “ミオカーム内服液 33.3% 添付文書” (2015年4月). 2015年5月9日閲覧。